# Gonçalo Martins de Oviedo
Gonçalo Martins de Oviedo (em castelhano: Gonzalo Martínez de Oviedo; Oviedo, século XIV - Valência de Alcântara, 1340) foi um nobre das Astúrias que tornar-se-ia mestre da Ordem de Alcântara.

## Vida
Gonçalo Martins nasceu no século XIV em Oviedo, a capital das Astúrias, e era filho de Nuno Peres de Caso. Embora de origem humilde, conseguiu ascender socialmente até fazer parte do conselho mais íntimo do rei Afonso XI (r. 1312–1350). Foi designado como mordomo-mor da dispensa palatina, cuja primeira menção ocorreu em maio de 1331, e, por extensão, cobrador de impostos. Alguns anos depois, Afonso pressionou os freires da Ordem de Alcântara a elegerem Gonçalo, o que ocorreu duas vezes, uma delas em Cáceres, o que foi considerado como não canônico. Sua segunda eleição ocorreu em 26 de maio de 1337 no Convento de Alcântara, pelo prior, os comandantes e outros frades, mas dada a irregularidade do processo, isso gerou protestos. Após sua eleição, acompanhou Afonso a Badajoz, quando marchou para confrontar o Reino de Portugal. Entre junho e outubro de 1338, a corte papal enviou cartas a Afonso IV (r. 1325–1357), Afonso XI e Gonçalo como forma de conseguir uma trégua entre os reinos.
Em abril de 1339, era um dos principais conselheiros presentes durante a embaixada de Pedro IV de Aragão (r. 1336–1387) para oferecer estabelecer uma aliança militar contra o Reino Nacérida de Granada e o Império Merínida do Magrebe. Ao fim das negociações, Gonçalo reuniu as forças alcantarenses e marchou ao Alandalus junto de Afonso. Pouco depois, Afonso voltou para Madri para convocar as cortes com o intuito de obter recursos à guerra, deixando-o como seu representante no sul. A partir de Alcaudete, cercou Alcalá de Benzaide, onde tomou gado, cereais e cativos. No mesmo ano, travou duas batalhas contra Abu Maleque Abde Aluaide, filho do sultão merínida Alboácem Ali ibne Otomão (r. 1331–1348), que estava atacando a partir de Algeciras. Na segunda batalha, ocorrida no final de outubro, partiu de Arcos da Fronteira e, com ajuda de Fernando Gonçalves de Aguilar e as milícias de Écija, o bispo de Mondonhedo Álvaro de Biedma com as milícias de Xerez da Fronteira e outros nobres e conselheiros, venceu decisivamente Abu Maleque, que foi morto.
Na sequência, Gonçalo caiu em desgraça ao se opor à nomeação de Afonso Melendes de Gusmão, irmão de Leonor de Gusmão, a amante de Afonso XI, à posição de mestre da Ordem de Santiago. Leonor e seus partidários acusaram-no de falar mal do rei, que o convocou à corte, mas ele desobedeceu às ordens com medo de que poderia ser executado. Optou por se proteger no castelo de Valência de Alcântara e ofereceu as vilas da ordem, na fronteira com Portugal, para Afonso IV e seu herdeiro Pedro. Foi abandonado por seus companheiros, capturado e condenado à morte como traidor, decapitado e queimado por Afonso Fernandes Coronel em data incerta ao longo de 1340. A Crônica da ordem desmentiu parte do relato, ao alegar que foi decapitado, mas não como traidor e nem que seus restos queimados. De todo modo, foi sepultado no convento de São Francisco de Oviedo, cuja construção havia ordenado, por familiares e amigos, antes de ser posteriormente transferido. Antes da execução, em 2 de janeiro, o papa Bento XII intercedeu em nome dele junto a Afonso XI, solicitando que fosse reabilitado, o que não surtiu efeito. Depois, Bento XII sugeriu ao rei que abandonasse sua concubina para evitar a excomunhão pela morte de Gonçalo. Em 1350, Pedro I, filho de Afonso IV, matou os executores dele e recompensou seu filho, Diego Gonçalves de Oviedo, devolvendo-lhe propriedades confiscadas e dando os ofícios de meirinho-mor de Leão e Astúrias.